# Ernő Ágost hannoveri herceg (1954)
Ernő Ágost hannoveri herceg (németül: Prinz Ernst August von Hannover, Herzog zu Braunschweig und Lüneburg, teljes nevén Ernst August Albert Paul Otto Rupprecht Oskar Berthold Friedrich-Ferdinand Christian-Ludwig; Hannover, 1954. február 26. –) brit, braunschweig–lüneburgi és hannoveri herceg, 1987-től Hannover címzetes királya és Braunschweig címzetes uralkodó hercege.

## Élete

### Származása és családja
Ernő Ágost hannoveri herceg 1954. február 26-án látta meg a napvilágot Németországban, Alsó-Szászország szövetségi tartomány fővárosában, Hannoverben, a korábbi Hannoveri Királyság székvárosában. Édesapja IV. Ernő Ágost címzetes hannoveri király (1914–1987), aki 1953 és 1987 között a Hannoveri-ház feje volt. Édesanyja Ortrud schleswig–holsteini hercegnő (1925–1980), aki a dán és a görög királyi családdal is rokon Glücksburg-ház eredeti, német hercegi főágából származott. A hercegnek öt testvére van: három nővére és két fivére, ő maga a legidősebb fiú és egyben a második gyermek.
Tanulmányai befejezése után rövid ideig földeken gazdálkodott, majd utána mint üzletember és állatokról szóló dokumentumfilmek producere kezdett dolgozni. Ernő Ágost herceg édesapja halála után, 1987-ben lett címzetes hannoveri király V. Ernő Ágost néven. A herceg születésétől fogva viseli a brit hercegi címet is, minthogy V. György brit király édesapjának 1914-ben örökíthető brit hercegi címet adományozott. Ekképpen Ernő Ágost herceg a brit trónöröklési sorban a 404. helyen szerepelt. Második házasságával elvesztette igényét a brit trónra, mivel nem protestáns, hanem katolikus nőt vett feleségül.

### Házasságai és gyermekei
Ernő Ágost herceg 1981. augusztus 28-án polgári, majd augusztus 30-án egyházi keretek között is feleségül vette a svájci származású Chantal Hochulit, egy svájci csokoládégyár örökösnőjét. A kapcsolatból két gyermek született:
- Ernő Ágost (* 1983. július 19.)
- Keresztély Henrik (* 1985. június 1.).

Chantal Hochuli és a hannoveri herceg 1997. október 23-án elváltak. 1999. január 23-án a herceg másodszor is megnősült; hitvese III. Rainier monacói herceg idősebb leánya, Karolina monacói hercegnő. A menyegző előtt a brit királynő hivatalosan is beleegyezett a házasságba, minthogy a hannoveri hercegre mint brit nemesre érvényes az 1772-es házassági törvény. A menyasszony már az esküvő előtt várandós volt a pár egyetlen gyermekével:
- Alexandra Sarolta (* 1999. július 20.).

A monacói hercegi udvar – a német állammal ellentétben – elismerte a herceg királyi mivoltát és igényét a trónra. Leányuk protestáns neveltetésénél fogva jogot formálhat a brit trónra, akárcsak féltestvérei. Ernő Ágost herceg 2009 szeptembere óta külön él második feleségétől és leányától; Karolina hercegnő visszaköltözött bátyjához és nővéréhez a monacói udvarba. A házaspár az év végén benyújtotta válókeresetüket.

### Botrányai
A herceg többször került botrányokba, amikor lesifotósokat inzultált. Legelőször 1998-ban ütött meg esernyőjével egy fényképészt, amiért is később a hannoveri bíróság súlyos pénzbírságot szabott ki a hercegre. A legismertebb esete 2000-ben volt, amikor ittas állapotban a túl hangos zene miatt egy fémtárggyal súlyosan bántalmazott egy kenyai hoteltulajdonost a kenyai Lamu Islanden, amelyért a német bíróság súlyos testi sértés miatt bíróság elé idézték.
A 2000-es hannoveri világkiállításon a herceget lefényképezték, miközben a török pavilonba vizelt. Az ügy a hatalmas sajtóbotrány mellett diplomáciai összetűzéseket is okozott a németek és a törökök között; a török nagykövet a török nép inzultálásával vádolta a herceget. A herceg a képeket leközlő újságot a magánélet megsértése miatt beperelte: a bíróság 33 900 eurós kártérítést ítélt a hercegnek.
2003-ban a herceget a francia hatóságok bírságolták meg, mert a sebességhatárt jócskán túllépve haladt egy francia autópályán.
2005. április 3-án  a herceget heveny hasnyálmirigy-gyulladás gyanújával szállították kórházba; néhány napon keresztül mély kómában feküdt. Öt nappal később orvosai nyilatkozata szerint már nem forgott életveszélyben, de továbbra is az intenzív osztályon ápolták. 2009. szeptemberben a francia és a brit sajtóban is megjelentek a hírek, miszerint a herceg elkülönült második feleségétől, aki visszatért a monacói udvarba. 2010 januárjában a herceget lefényképezték, miközben egy idegen nővel csókolózott, aki nem a felesége volt.

## I. Ernő Ágost hannoveri király leszármazottai
A családfa nem mutatja az összes családtagot, csak azokat, akik a királyi cím, illetve a Nagy-Britannia Királysága főrendjében (peerage) létrehozott Cumberland és Teviotdale hercege cím öröklésében érintettek – néhány kivétellel.
- III. György  brit király
  - IV. György  brit király
  - Frigyes Ágost,  York és Albany hercege
  - IV. Vilmos  brit király
  - Sarolta Auguszta württembergi királyné
  - Eduárd Ágost  Kent és Strathearn hercege
  - további testvérek...
  - I. Ernő Ágost hannoveri király (1771–1851)  Cumberland és Teviotdale 1. hercege
    - V. György hannoveri király (1819–1878)  Cumberland és Teviotdale 2. hercege
      - Ernő Ágost hannoveri királyi herceg (1845–1923)  Cumberland és Teviotdale 3. hercege[5]
        - Ernő Ágost braunschweigi herceg(1887–1953)[6]
          - IV. Ernő Ágost hannoveri herceg (1914–1987)[6]
            - V. Ernő Ágost hannoveri herceg (1954–)[6]
              - Prince Ernst August of Hanover
                - Prince Welf August of Hanover

          - Frederica of Hanover (1917–1981), férje: Pál görög király